# 纳瓦翁迪利亚
40°19′31″N 4°29′40″W / 40.3253891°N 4.494463°W
纳瓦翁迪利亚，是西班牙卡斯蒂利亚-莱昂阿维拉省的一个市镇。 总面积22km2, 总人口152人（2001年），人口密度7人/km2。